# فرودگاه دافین آیلند
فرودگاه دافین آیلند (به انگلیسی: Dauphin Island Airport) یک فرودگاه همگانی بهره‌برداری هوایی است که یک باند فرود آسفالت دارد و طول باند آن ۹۱۴ متر است. این فرودگاه در شهر دافین آیلند، آلاباما کشور ایالات متحده آمریکا قرار دارد و در ارتفاع ۲ متری از سطح دریا واقع شده‌است.